# Pesi welter
I pesi welter sono una categoria di peso del pugilato.

## Limiti di peso
Nel pugilato moderno il peso dei contendenti non deve superare:
- professionisti: 147 libbre (66,70 kg)
- dilettanti: 69 kg

## Campioni professionisti

### Uomini
Dati aggiornati al 1 maggio 2023. Fonte: BoxRec.
| Federazione | Dal | Campione                     | Record         | Difese | Prossima difesa | Sfidante (record)                |
| ----------- | --- | ---------------------------- | -------------- | ------ | --------------- | -------------------------------- |
| WBA         | 16 aprile 2022 | Errol Spence Jr. (Super)     | 28-0-0 (22 KO) | 0      |                 |                                  |
| WBA         | - Il 4 aprile 2023, il sito internet della rivista The Ring ha reso noto un accordo tra Terence Crawford ed Errol Spence Jr. con lo scopo di unificare tutti i titoli in un incontro da disputarsi il 17 giugno 2023. Tale accordo non è stato ancora reso ufficiale da entrambi i pugili, anche se le trattative tra i due attualmente in corso puntano a chiudere per un incontro da disputarsi in quella data. |                              |                |        |                 |                                  |
| WBA         | 16 aprile 2022 | Eimantas Stanionis (Regular) | 14-0-0 (9 KO)  | 0      | 8 luglio 2023   | Vergil Ortiz Jr. (19-0-0; 19 KO) |
| WBA         | - Il 29 marzo 2023, è stato reso noto il rinvio a data da destinarsi della sfida per il titolo WBA Regular tra Stanionis e Ortiz Jr., a causa di una "malattia" non meglio precisata dello sfidante. La sfida era già stata rinviata una prima volta sempre per motivi medici del pugile statunitense. Il 19 aprile 2023 è stato reso noto che l'incontro è stato fissato per l'8 luglio 2023. |                              |                |        |                 |                                  |
| WBC         | 28 settembre 2019 | Errol Spence Jr.             | 28-0-0 (22 KO) | 2      |                 |                                  |
| WBC         | - Il 4 aprile 2023, il sito internet della rivista The Ring ha reso noto un accordo tra Terence Crawford ed Errol Spence Jr. con lo scopo di unificare tutti i titoli in un incontro da disputarsi il 17 giugno 2023. Tale accordo non è stato ancora reso ufficiale da entrambi i pugili, anche se le trattative tra i due attualmente in corso puntano a chiudere per un incontro da disputarsi in quella data. |                              |                |        |                 |                                  |
| WBC         | TITOLO VACANTE AD INTERIM - Prossimo incontro (data da definire): Yordenis Ugas (27-5-0; 12 KO) vs Mario Barrios (27-2-0; 18 KO) |                              |                |        |                 |                                  |
| WBC         | - Il 16 marzo 2023 la WBC ha comunicato di aver ordinato un incontro valevole per il titolo ad interim tra il cubano Yordenis Ugas e lo statunitense Mario Barrios. La valenza del titolo ad interim è stata decisa dopo la decisione presa del campione in carica WBC, Errol Spence Jr., di voler salire di categoria nei pesi superwelter per affrontare Keith Thurman (anche se in un incontro non valevole per alcun titolo); nel caso in cui Spence non volesse tornare a combattere nei pesi welter, il vincente tra Ugas e Barrios sarà proclamato campione a pieno titolo. Il cubano Ugas viene dalla sconfitta subita nell'aprile 2022 proprio dall'attuale campione in carica, Errol Spence Jr, il quale gli ha strappato la corona precedentemente posseduta. Lo statunitense Barrios ha invece vinto il suo ultimo incontro nel febbraio 2023 contro il portoricano Jovanie Santiago, dopo però aver subito una sconfitta da Keith Thurman quando quest'ultimo era campione WBA e WBC dei pesi welter. |                              |                |        |                 |                                  |
| WBO         | 9 giugno 2018 | Terence Crawford             | 39-0-0 (30 KO) | 6      | da definire     | Alexis Rocha (22-1-0; 14 KO)     |
| WBO         | - Il 28 febbraio 2023, la WBO ha reso noto di aver ordinato una difesa obbligatoria del titolo a Terence Crawford, imponendo come suo avversario lo statunitense Alexis Rocha, il n. 1 del ranking degli sfidanti stilato dalla WBO. Crawford e Rocha hanno 20 giorni di tempo per trovare un accordo consensuale. - Il 4 aprile 2023, il sito internet della rivista The Ring ha reso noto un accordo tra Terence Crawford ed Errol Spence Jr. con lo scopo di unificare tutti i titoli in un incontro da disputarsi il 17 giugno 2023. Tale accordo non è stato ancora reso ufficiale da entrambi i pugili, anche se le trattative tra i due attualmente in corso puntano a chiudere per un incontro da disputarsi in quella data. |                              |                |        |                 |                                  |
| IBF         | 27 maggio 2017 | Errol Spence Jr.             | 28-0-0 (22 KO) | 6      |                 |                                  |
| IBF         | - Il 4 aprile 2023, il sito internet della rivista The Ring ha reso noto un accordo tra Terence Crawford ed Errol Spence Jr. con lo scopo di unificare tutti i titoli in un incontro da disputarsi il 17 giugno 2023. Tale accordo non è stato ancora reso ufficiale da entrambi i pugili, anche se le trattative tra i due attualmente in corso puntano a chiudere per un incontro da disputarsi in quella data. |                              |                |        |                 |                                  |
| IBF         | 7 gennaio 2023 | Jaron Ennis (ad interim)     | 30-0-0 (27 KO) | 0      |                 |                                  |

### Donne
Dati aggiornati al 1 maggio 2023. Fonte: BoxRec.
| Federazione | Dal | Campione          | Record        | Difese  | Prossima difesa | Sfidante (record) |
| ----------- | --- | ----------------- | ------------- | ------- | --------------- | ----------------- |
| WBA         | 15 agosto 2020 | Jessica McCaskill | 12-3-0 (5 KO) | 3       |                 |                   |
| WBC         | 15 agosto 2020 | Jessica McCaskill | 12-3-0 (5 KO) | 3       |                 |                   |
| WBO         | 22 aprile 2023 | Sandy Ryan        | 5-1-0 (2 KO)  | 0       |                 |                   |
| IBF         | VACANTE | VACANTE           | VACANTE       | VACANTE | VACANTE         | VACANTE           |
| IBF         | Jessica McCaskill è stata privata del titolo IBF dopo la sua decisione di combattere contro Chantelle Cameron scendendo di categoria. |                   |               |         |                 |                   |

## Professionisti
Alcuni tra i migliori rappresentanti della categoria sono stati:
- Amir Khan

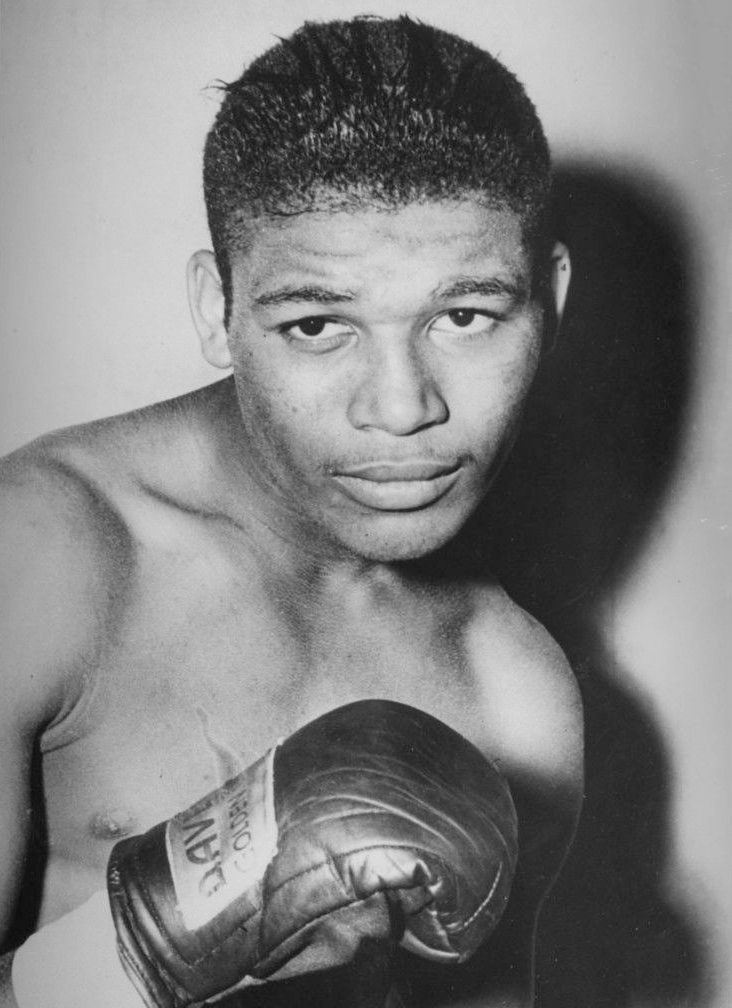
Sugar Ray Robinson nel 1947

- Henry Armstrong , campione mondiale con 18 difese del titolo
- Carmen Basilio
- Wilfred Benítez
- Nino Benvenuti  (pesi superwelter)
- Nino La Rocca
- Jack Britton
- Tony Canzoneri
- Julio César Chávez
- Joshua Clottey
- Freddie Cochrane , campione mondiale per 4 anni, 6 mesi e 3 giorni
- Curtis Cokes
- Young Corbett III
- Miguel Cotto
- Pipino Cuevas
- Óscar de la Hoya
- Alessandro Duran
- Roberto Durán
- Jackie Fields
- Vernon Forrest
- Arturo Gatti
- Kid Gavilán
- Billy Graham
- Emile Griffith
- Ricky Hatton
- Thomas Hearns
- Zab Judah
- Sugar Ray Leonard
- Ted "Kid" Lewis
- Rocky Mattioli
- Floyd Mayweather, Jr.
- Jimmy McLarnin
- Shane Mosley
- José Nápoles,    campione mondiale per 4 anni, 6 mesi e 2 giorni
- Manny Pacquiao
- Ike Quartey
- Sugar Ray Robinson , considerato il più grande welter di tutti i tempi
- Barney Ross
- Félix Trinidad
- Pernell Whitaker
- Fritzie Zivic
- Micky Ward

## Campioni olimpici
- 1904 –  Albert Young
- 1908 – titolo non assegnato
- 1920 –  Bert Schneider
- 1924 –  Jean Delarge
- 1928 –  Ted Morgan
- 1932 –  Edward Flynn
- 1936 –  Sten Suvio
- 1948 –  Július Torma
- 1952 –  Zygmunt Chychła
- 1956 –  Nicolae Linca
- 1960 –  Nino Benvenuti
- 1964 –  Marian Kasprzyk
- 1968 –  Manfred Wolke
- 1972 –  Emilio Correa
- 1976 –  Jochen Bachfeld
- 1980 –  Andrés Aldama
- 1984 –  Mark Breland
- 1988 –  Robert Wangila
- 1992 –  Michael Carruth
- 1996 –  Oleg Saitov
- 2000 –  Oleg Saitov
- 2004 –  Bakhtiyar Artayev
- 2008 –  Baqyt Särsekbaev
- 2012 –  Serik Säpiev
- 2016 –  Daniyar Yeleussinov